# 206
El 206 (CCVI) fou un any comú començat en dimecres del calendari julià.

## Defuncions
- Taishi Ci, general xinès de la dinastia Han Oriental (nascut el 166).[1]